# Inga Cadranel
Inga Cadranel est une actrice canadienne, née le 30 avril 1978 à Toronto. Elle est plus particulièrement connue pour ses rôles à la télévision.

## Carrière
Inga Cadranel fait ses débuts sur le petit écran au Canada, au début des années 2000. Après quelques apparitions dans des séries telles que Sydney Fox, l'aventurière (Relic Hunter, 2000) ou encore Degrassi: The Next Generation (2004), elle obtient son premier rôle récurrent dans la série The Eleventh Hour. De 2005 à 2007, elle participe à la série Jeff Ltd. Elle rejoint ensuite le casting de la série Rent-a-Goalie (2006-2009). Depuis 2013, elle incarne le lieutenant Angela Deangelis dans la série Orphan Black. De 2010 à 2015 elle a un rôle récurrent dans la série Lost Girl, elle y joue le rôle de Aife, qui est la mère de Bo Dennis. Depuis 2015 elle participe à la série Dark Matter.

## Vie privée
Inga Cadranel est la fille de l'actrice Maja Ardal et de l'acteur Jeff Braunstein. Elle a des origines islandaises et des Premières Nations. Elle est mariée à l'acteur Gabriel Hogan et le couple a un fils, Ryder, né en 2006.